# Кавголово (присілок)
Кавголово (рос. Кавголово) — присілок у Всеволожському районі Ленінградської області Російської Федерації.
Населення становить 713 осіб. Належить до муніципального утворення Токсовське міське поселення.

## Історія
Від 1 серпня 1927 року належить до Ленінградської області.

## Населення
| 2007 | 2010 | 2017 |
| ---- | ---- | ---- |
| 77   | ↗100 | ↗713 |